# Schloss Krummennaab

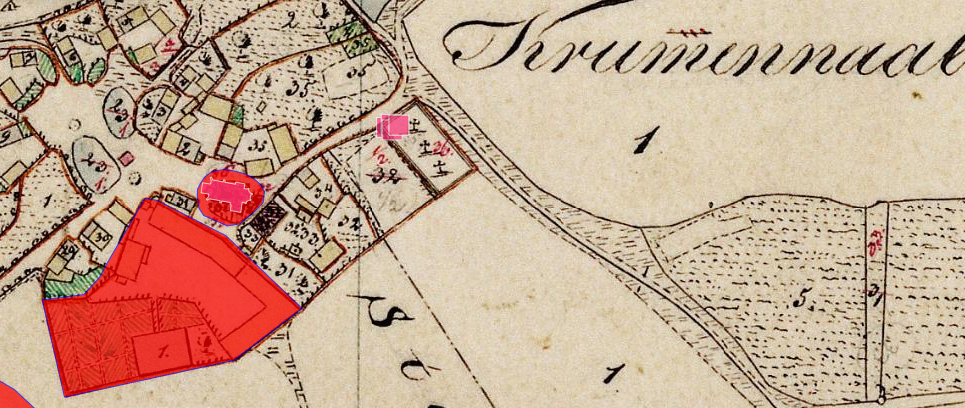
Lageplan von Schloss Krummennaab auf dem Urkataster von Bayern

Das abgegangene Schloss Krummennaab befand sich in der Oberpfälzer Gemeinde Krummennaab im Landkreis Tirschenreuth. Die Anlage wird als Bodendenkmal unter der Aktennummer D-3-6138-0068 im Bayernatlas als „archäologische Befunde des abgegangenen Schlosses von Krummennaab, zuvor mittelalterliche Burg“ geführt. 

## Geschichte
Laut einer Überlieferung des Klosters Weißenohe schenkte Pfalzgraf Albero aus dem Geschlecht der Aribonen 1053 diesen Ort an das Kloster. 1061 wird erstmals die Fichtelnaab unter dem Namen Crumbanaba erwähnt. 1109 wird Crummenaba in einer päpstlichen Urkunde als zum Kloster Weißenohe bestätigt. Nicht genau bekannt ist, wann der Ort an die Wittelsbacher gelangt ist, entweder durch das Konradinsche Erbe 1268 oder durch die Verkäufe der Leuchtenberger von 1283. 1285 wird Chrumnnab im Urbar der bayerischen Herzöge als Zubehör der Burg Störnstein bezeichnet. Damals und erneut 1349 wird auch der ortsansässige Adel der Chruombnaber genannt. Zwischen 1356 und 1382 sind die Wilde von Willdenreuth Inhaber der Burg. So werden 1361 Engelhardt Wilde von Welnreut zu Krumnab und seine Brüder Wolfart, Ulrich und Michel genannt. Es folgen Hans Wild und auf diesen wieder sein Sohn Heinrich. Dessen Erben verkaufen die Burg 1382 an die Notthafft. 1397 wird die Burg ein „offnes Haus“ für die Burggrafen von Nürnberg. Nach dem Tod des Albrecht XII. Nothafft von Weißenstein erben Gilg und Conrad Nothaft die Burg. 1438 wird Albrecht XIII. Nothaft von Bodenstein und Krummennaab als Besitzer genannt. 1448 wird Krummennaab auch ein „offenes Haus“ für die Pfalzgrafen am Rhein. 1560 bis 1564 verpachten die Nothaft die Burg an Leutdolph von Gottfard. 1564 wird die Burg an Georg Wisbeck zu Velburg und Winklarn verkauft, der die Burg dem  Kurfürsten Friedrich als Lehen auftrug und somit zu einem kurpfälzischen Lehen machte. 1571 bis 1588 ist hier Georg von Rochau, Landrichters und Pfleger zu Parkstein, ansässig, ihm folgt sein Sohn Hans Joachim von Rochau bis 1616 bzw. danach seine Söhne. Von deren Erben geht Krummennaab 1668 bis 1725 an die  Lindenfels über. Dann erwirbt der französische Adelige Louis Anne de Sainte Marie Eglise das Gut Krummennaab und gründete eine Glaspoliere. Diesem folgen 1787 die Freiherrn von Öxle auf Friedberg, dann Georg von Grafenstein bzw. seine Erben und 1865 Karl Theodor Freiherrn von Künsberg. Letzterer „zertrümmert“ die Besitzungen und das Schloss kommt in bürgerliche Hände.

## Schloss Krummennaab einst und jetzt
Vermutlich wurde die Burg weit vor ihrer ersten Nennung von 1349 errichtet. 1560 ist von einer Behausung mit einem Vorhoff und Zimmergebäuden, d. h. Holzgebäuden, die Rede. 1705 wird die Anlage durch einen Brand zerstört, danach aber von Karl Christian von Lindenfels unter Verwendung der noch brauchbaren Mauersubstanz wieder errichtet. 1731 und im 19. Jahrhundert brannten Nebengebäude des Schlosses ab, werden aber wieder errichtet. 1823 ist noch ein Graben vorhanden, über den eine steinerne Brücke zum Schloss führt. In der Vorburg befinden sich mehrere Gebäude (Getreidestadel, Wagenremise, Pferde-, Ochsen- und Kuhstall, Pächterwohnung mit Küche und Schweinestall, Schafhütte, Brauhaus und Fässerstadel). Das Schloss selbst ist ein rechteckiger ca. 22 × 27 m Bau mit gewölbten Kellern, ein Erd- und ein Obergeschoss.
Im Schloss betrieb 1874 Franz Mühlmeyer aus Kemnath eine Zündholzfabrik. 1894 errichtete Josef Peschka aus Reuth hier einen Porzellanbrennofen und produzierte mit etwa 30 Arbeitern Porzellan. 1897 erwarb Wenzeslaus Mannl den größten Teil der ehemaligen Schlossgebäude und fügte 1898 an das alte Schlossgebäude einen gegen Westen gerichteten Anbau hinzu, in dem er bis 1912 drei weitere Brennöfen einrichtete. Die Porzellanfabrik wurde 1939 vom Weidener Porzellanfabrikanten Wilhelm Seltmann erworben. Schrittweise wurden dann die Vorburggebäude abgerissen und das Schlossgebäude wurde 1966 abgetragen. 2001 wurde die Porzellanfabrik geschlossen, zwölf Jahre später wurden die gesamten Anlagen abgerissen und das Gelände von der Gemeinde Krummennaab übernommen.
Heute erinnern nur noch zwei in ein Wohngebäude eingemauerte Wappensteine sowie eine barocke Zaunsäule an das ehemalige Schloss.